# Pseudoeurycea ahuitzotl
Pseudoeurycea ahuitzotl är en groddjursart som beskrevs av Kraig Adler 1996. Pseudoeurycea ahuitzotl ingår i släktet Pseudoeurycea och familjen lunglösa salamandrar. IUCN kategoriserar arten globalt som akut hotad. Inga underarter finns listade i Catalogue of Life.